# Heiligegeiststraße 16 (Quedlinburg)

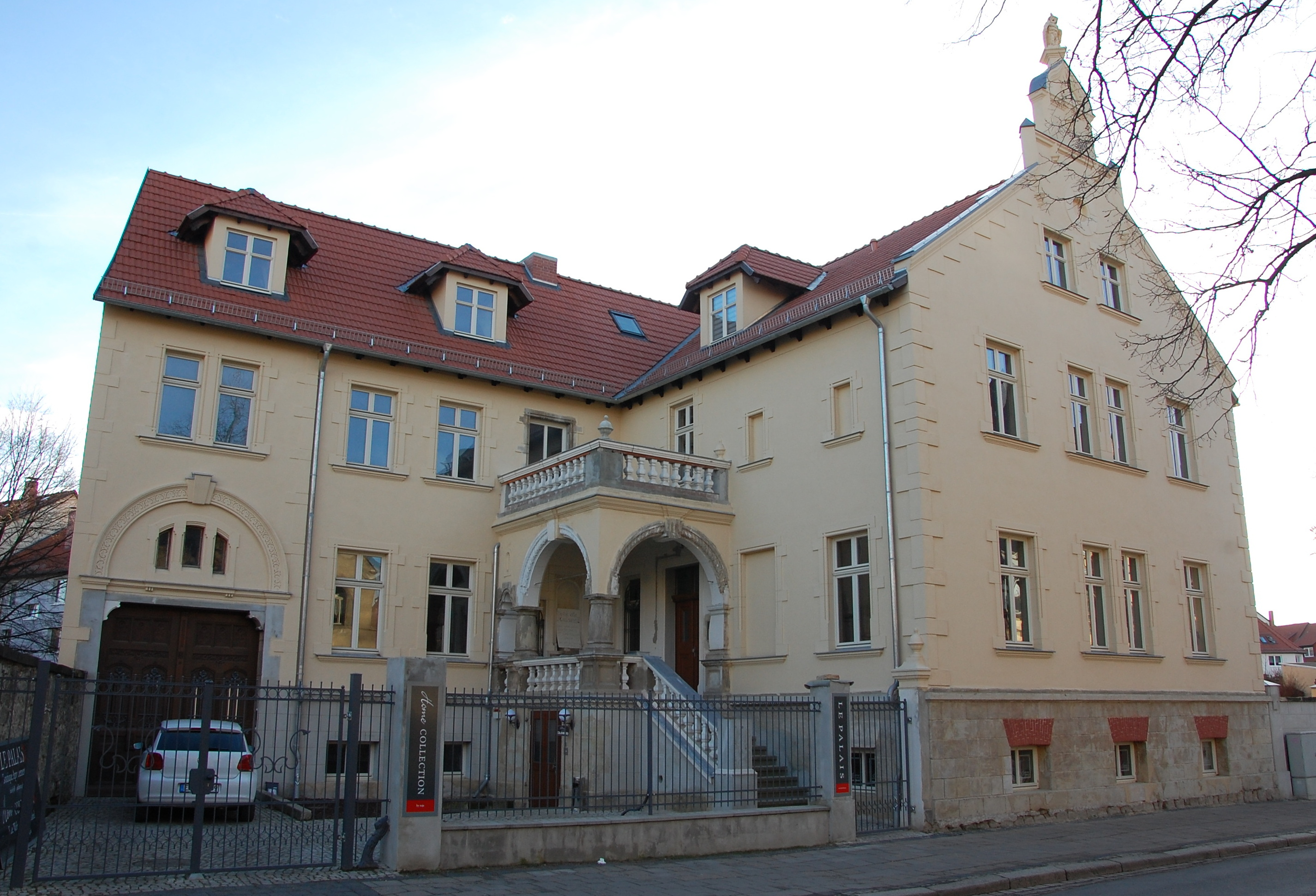
Haus Heiligegeiststraße 16

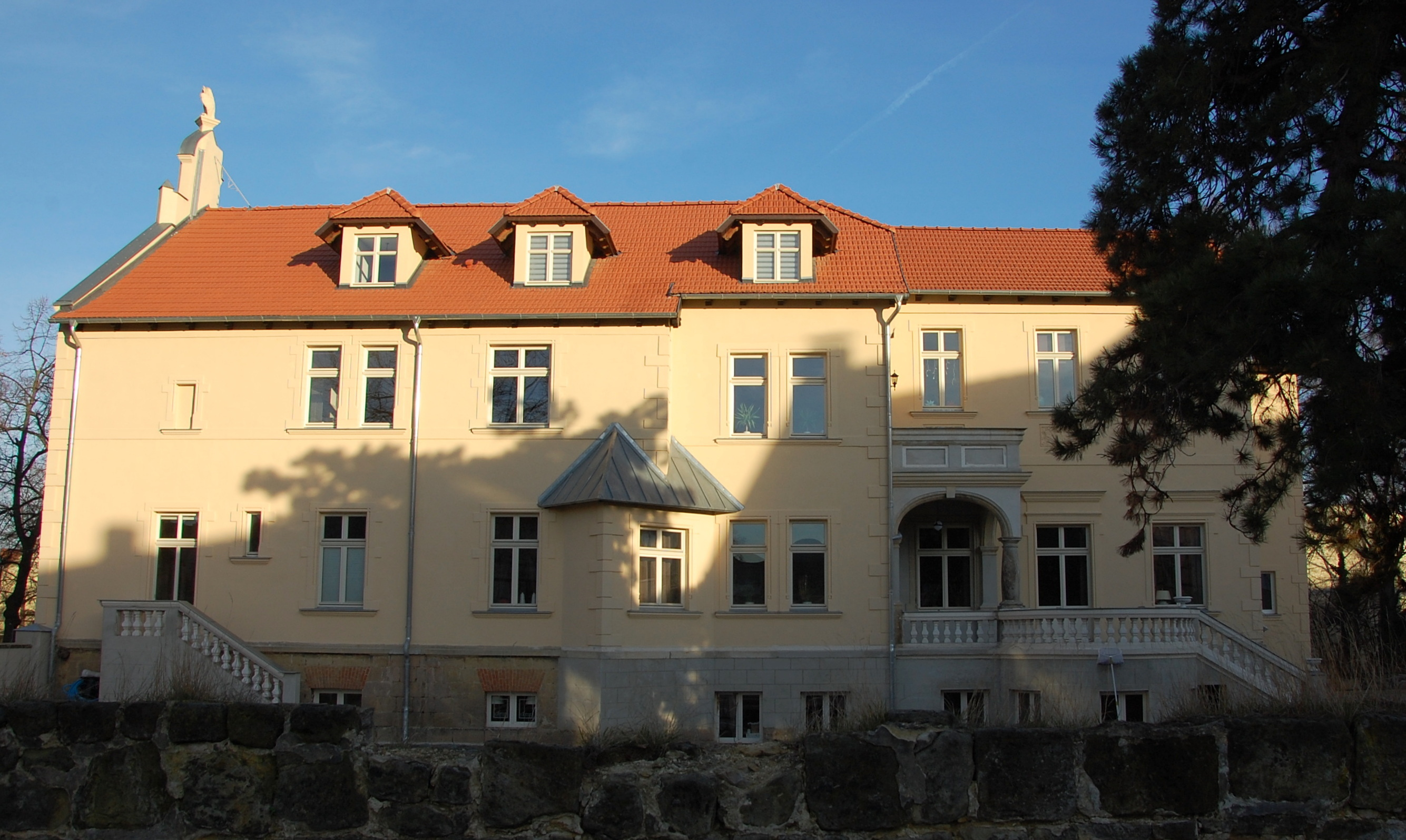
Westseite

Das Haus Heiligegeiststraße 16 ist ein denkmalgeschütztes Gebäude in der Stadt Quedlinburg in Sachsen-Anhalt.

## Lage
Es liegt südöstlich der historischen Quedlinburger Altstadt auf der Südseite der Heiligegeiststraße, gegenüber der Einmündung der Straße Mummental auf die Heiligegeiststraße. Im Quedlinburger Denkmalverzeichnis ist es als Villa eingetragen.

## Architektur und Geschichte
Der Grundriss der zweigeschossigen, auf einem hohen Sockel errichteten Villa weist eine Winkelform auf. In den Jahren 1902/03 erfolgte ein Umbau und eine Erweiterung des Hauses zur Nutzung als Arztpraxis und Wohnhaus. Die Gestaltung der Villa erfolgte im Stil des Historismus, wobei man sich an Renaissanceformen orientierte. Bemerkenswert ist die Eingangshalle sowie die an der Ostseite befindliche Durchfahrt.